# Mîrotîn, Zdolbuniv
Mîrotîn (în ucraineană Миротин) este localitatea de reședință a comunei Mîrotîn din raionul Zdolbuniv, regiunea Rivne, Ucraina.

## Demografie
Componența lingvistică a localității Mîrotîn
     Ucraineană (99,83%)
     Alte limbi (0,17%)
Conform recensământului din 2001, majoritatea populației localității Mîrotîn era vorbitoare de ucraineană (99,83%), existând în minoritate și vorbitori de alte limbi.